# 1-Methylamino-1-(3,4-methylendioxyphenyl)propan
1-Methylamino-1-(3,4-methylendioxyphenyl)propan oder M-ALPHA ist eine psychoaktive chemische Verbindung und Empathogen, das von Alexander Shulgin in seinem Buch PiHKAL als Benzylamin-Regioisomer des Phenylethylaminderivats MDMA beschrieben wird. Seine Verbreitung im Vereinigten Königreich wurde 2010 erstmals im EMCDDA–Europol 2010 Annual Report on the implementation of Council Decision 2005/387/JHA registriert. Alexander Shulgin beschrieb es als ähnlich in seiner Wirkung wie sein demethyliertes 3,4-Methylendioxyamphetamin-Homolog ALPHA, jedoch mit etwa doppelt so langer Wirkungsdauer und doppelt so starker Wirkung.

Strukturformel von M-ALPHA
Strukturformel von MDMA